# Étang d'Iloa
L'étang d'Iloa (anciennement appelé le trou du golf) est un étang français d'origine artificielle situé dans la plaine de la Limagne près de la Dore, sur la commune de Thiers dans le département du Puy-de-Dôme, en région Auvergne-Rhône-Alpes.
Conçu dans un premier temps pour extraire le sable présent dans les sous-sols, il est véritablement une sablière à son ouverture en 1984 avant de devenir un étang destiné aux sports de plein air et aux loisirs lors de l'inauguration d'Iloa Les Rives de Thiers en 1989.
Il est la deuxième plus grande étendue d'eau de la commune de Thiers avec 8 hec, derrière le lac de Courty (12 hec) tout proche et devant l'étang du Chambon (1,5 hec).

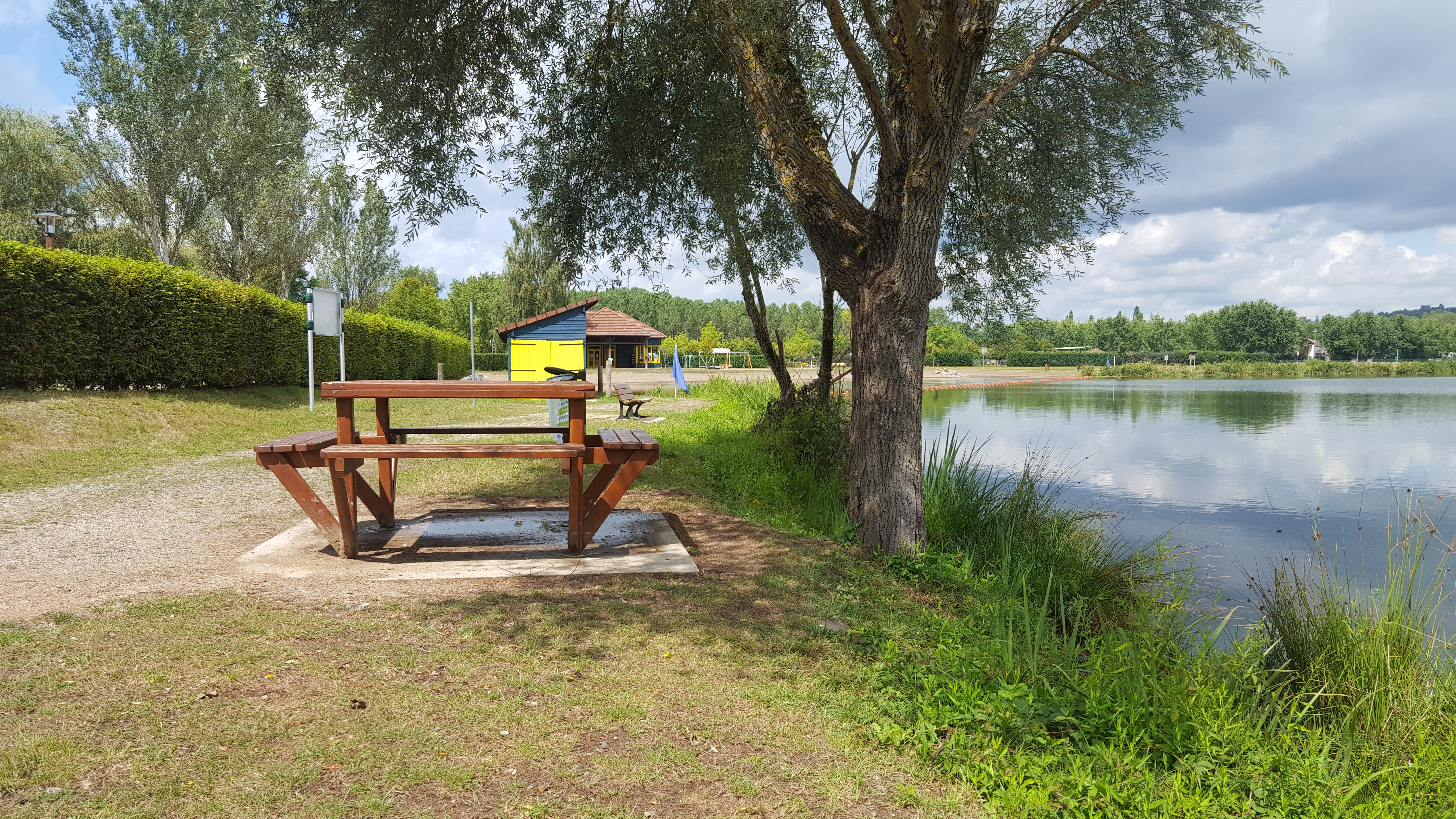
L'ancien Tir-au-golf et la plage d'Iloa en arrière plan.

## Description
L'étang a été creusé entre 1983 et 1984 pour récupérer le sable présent dans le sol. Il s'agit en faît d'une ancienne sablière (Carrière). La superficie de cet étang est d'environ 8 hectares. Du tir-au-golf y était organisé entre 1989 (ouverture de la base de loisirs) et 2001 (changement de municipalité). De cette activité en revient le nom local du plan d'eau : Le Trou-du-golf.
En 2013 fut aménagée une plage de sable au sud de l'étang proche du club house d'ILOA.
La pêche de nuit y est autorisée.